# 日本証券クリアリング機構
株式会社日本証券クリアリング機構（にほんしょうけんクリアリングきこう、Japan Securities Clearing Corporation、略称:JSCC）は、日本の会社。金融商品取引清算機関
の一つであるほか、日本で唯一の商品清算機関でもある。2019年現在、日本取引所グループの子会社。

## 概要
設立背景は日本の証券取引所での上場株式等の現物取引の清算（クリアリング）業務を担うということにあったが、その後取り扱い清算業務の範囲は拡大、取引所で取引される現物ならびに上場デリバティブのほか、取引所を介さないクレジット・デフォルト・スワップ、金利スワップ、日本国債の各取引についての清算業務も行っている。
JSCCは、商品デリバティブに係る清算機関の信用力の強化を目的として、2020年7月27日に、株式会社日本商品清算機構（JCCH）を吸収合併し、合併前にJCCHが持っていた清算機能（東京商品取引所や大阪堂島商品取引所での商品（コモディティ）関連取引の清算機能）が統合された。同合併後は、JSCCはそれまで行ってきた金融商品債務引受業（金融商品取引法）に加え、商品取引債務引受業（商品先物取引法）も執り行う。

### 経営理念
証券取引における効率性、利便性及び安全性の向上を追求し、我が国証券市場の国際競争力の強化に資する。

### 経営方針
1. 「信頼ある業務遂行力の向上」
  1. 危機管理体制の強化
  2. リスク管理体制の充実
  3. 財務基盤の強化
  4. 海外等に向けてのプレゼンス向上
  5. 内部管理体制の更なる強化
2. 「サービスの拡大に向けた対応」

### ほふりクリアリングとの違い
特に株式等の決済にかかる清算（債務引受）を行う部分については、ほふりクリアリングと類似していると言える。主な違いは以下のとおり。
- 対象取引…JSCC: 証券取引所における売買、ほふりクリアリング: 証券取引所における売買以外
- 債務引受けタイミング…JSCC: 約定日、ほふりクリアリング: 決済日

## 沿革
- 2002年（平成14年）7月 - 証券市場の横断的な統一清算機関として、日本証券業協会・東京証券取引所・大阪証券取引所・名古屋証券取引所・札幌証券取引所・福岡証券取引所が発起人となって設立される[注釈 1][21]。
- 2003年（平成15年）1月 - 旧証券取引法、現在の金融商品取引法に基づく証券取引清算機関[注釈 2]として日本初の有価証券債務引受業[注釈 3]の免許を取得する。
- 2004年（平成16年）2月 - 東京証券取引所から先物・オプション取引に係る証券取引清算機関としての指定を受け、同取引所上場の先物・オプション取引に係る債務負担を開始。
- 2010年（平成22年）7月 - 上場現物清算業務において、私設取引システム(PTS) において成立した取引の債務引き受けを開始[22]。
- 2011年（平成23年）7月 - 店頭CDS（クレジット・デフォルト・スワップ）取引の清算業務を開始[注釈 4]。
- 2012年（平成24年）10月 - 店頭金利スワップ取引の清算業務を開始[注釈 5]。
- 2013年（平成25年）
  - 7月 - 大阪証券取引所上場デリバティブに係る清算業務が大阪証券取引所からJSCCへと移管。
  - 10月 - 店頭国債取引の清算業務を行っていた株式会社日本国債清算機関を吸収合併[23][24]。

## 許認可等
以下2つ業務の許認可等を受けている。
1. 金融商品債務引受業
金融商品取引法が定める内閣総理大臣の免許、ならびに商品先物取引法が定める主務大臣の承認を受け、実施可能となっている業務
2. 商品取引債務引受業
商品先物取引法が定める内閣総理大臣の許可、ならびに金融商品取引法が定める内閣総理大臣の承認を受け、実施可能となっている業務

## 利用する決済機関
日本証券クリアリング機構は、債務引受けを行った取引に関する現金ならびに証券の最終決済を、以下の機関または方法を用いて行っている。各清算業務において、用いられる決済機関の種類は異なる。
| 現金 | 日本銀行（日本円のみ）、商業銀行のうち日本証券クリアリング機構が定めるもの（日本円、外貨）                                                                                                 |
| 証券 | 証券保管振替機構（取り扱う証券のうち、日本国債・「日本銀行出資証券」を除くもの。一般株式など）、日本銀行（日本国債のみ）、日本証券クリアリング機構での現物受け渡し（日本銀行出資証券のみ） |

なお、上場デリバティブ清算業務において担保として清算参加者が差し入れることが可能である有価証券のうち、米国債、英国債、独国債及び仏国債についてはユーロクリア社（Euroclear Bank SA / NV）等の機関の日本証券クリアリング機構の口座に差し入れを行うことになる。

## 各精算業務

### 現物取引清算
債務負担対象取引
下記種類を例とする金融商品で、かつ指定金融商品市場（JSCC指定の金融商品取引所市場またはPTS）で取引がなされるもの。
- 内国（日本）株、外国株、優先株等
- ETF（上場投資信託）、ETN
- REIT、ベンチャーファンド、カントリーファンド、インフラファンド
- 債券
- 転換社債型新株予約権付社債
- 新株予約権証券
- 出資証券、優先出資証券

債務負担の契機
対象取引が市場で成立したときに債務負担が行われ、明示的な債務負担申請は要しない。

### クレジット・デフォルト・スワップ（CDS）取引清算
債務負担対象取引
- インデックスCDS取引: iTraxx Japan Series[33]
- シングルネームCDS取引: 53社（2019年11月現在。少なくともほぼすべて日本企業）[33]

債務負担の契機
TIW（第三者の金融関連サービスの名称）に記録させることで、JSCCに対する債務負担の申込みとなる。その後、JSCCによる確認を経て債務負担が成立する。

## システム
清算業務に用いる清算システムの開発・運用はグループ会社・兄弟会社である株式会社東京証券取引所が行っている。
- 市場デリバティブ取引に関する清算業務ならびにCCP全体のリスクモニタリングのシステムについてはCinnober Financial Technology社のソフトウェアをベースとしている[39]。
- クレジット・デフォルト・スワップ取引ならびに金利スワップ取引に関する清算業務、ならびにCCPとしての統合担保管理のシステムはCalypso Technology（英語: Calypso Technology）社のソフトウェアをベースとしている[40][41]。
- 清算参加者向けフロントシステム（レポーティングシステム）として、テックファームグループが開発・運用のサポートを担うシステムを利用している[38]。

## 日本の清算集中義務規制との関係
日本の金融商品取引法を中心とする法体系における清算集中義務が課される取引の条件のうちの一つとして、JSCCがクリアリング（清算）の対象としていること、が含まれている。

## 清算参加者
以下に、清算参加者一覧、ならびに各清算業務ごとの資格を示す。
| 清算参加者名                                                               | 業種             | 上場現物 | 国債先物 | 指数先物 | 国債店頭 | CDS | 金利スワップ | （金利スワップのクライアント・クリアリングの取扱い） |
| -------------------------------------------------------------------------- | ---------------- | -------- | -------- | -------- | -------- | --- | ------------ | ---------------------------------------------------- |
| アーク証券株式会社                                                         | 証券会社         | 自社     | －       | －       |          |     |              |                                                      |
| アイザワ証券株式会社                                                       | 証券会社         | 自社     | 自社     | 自社     |          |     |              |                                                      |
| 株式会社あおぞら銀行                                                       | 銀行             | －       | 自社     | －       | 自社     |     | 〇           |                                                      |
| あかつき証券株式会社                                                       | 証券会社         | 自社     | 自社     | 自社     |          |     |              |                                                      |
| 安藤証券株式会社                                                           | 証券会社         | －       | 自社     | 自社     |          |     |              |                                                      |
| いちよし証券株式会社                                                       | 証券会社         | 自社     | 自社     | 自社     |          |     |              |                                                      |
| 今村証券株式会社                                                           | 証券会社         | 自社     | 自社     | 自社     |          |     |              |                                                      |
| 岩井コスモ証券株式会社                                                     | 証券会社         | 他社     | 自社     | 自社     |          |     |              |                                                      |
| インタラクティブ・ブローカーズ証券株式会社                                 | 証券会社         | －       | 自社     | 自社     |          |     |              |                                                      |
| ウィブル証券株式会社                                                       | 証券会社         | 自社     | 自社     | 自社     |          |     |              |                                                      |
| 上田八木短資株式会社                                                       | 短資会社         |          |          |          | 他社     |     |              |                                                      |
| HSBC証券会社                                                               | 外国証券会社     | 自社     | 自社     | 自社     | 自社     |     |              |                                                      |
| 永和証券株式会社                                                           | 証券会社         | －       | 自社     | 自社     |          |     |              |                                                      |
| エービーエヌ・アムロ・クリアリング証券株式会社                             | 証券会社         | 自社     | 自社     | 自社     |          |     |              |                                                      |
| auじぶん銀行株式会社                                                       | 銀行             |          |          |          | 自社     |     |              |                                                      |
| SMBC日興証券株式会社                                                       | 証券会社         | 自社     | 自社     | 自社     | 自社     | 〇  | 〇           |                                                      |
| 株式会社SBI証券                                                            | 証券会社         | 自社     | 自社     | 自社     | 自社     |     |              |                                                      |
| 株式会社SBI新生銀行                                                        | 銀行             | －       | 自社     | －       |          |     |              |                                                      |
| 株式会社SBIネオトレード証券                                                | 証券会社         | 自社     | 自社     | 自社     |          |     |              |                                                      |
| FFG証券株式会社                                                            | 証券会社         | 自社     | 自社     | 自社     |          |     |              |                                                      |
| 岡三証券株式会社                                                           | 証券会社         | 他社     | 自社     | 自社     | 自社     |     |              |                                                      |
| 岡三にいがた証券株式会社                                                   | 証券会社         | 自社     | －       | －       |          |     |              |                                                      |
| 岡地証券株式会社                                                           | 証券会社         | 自社     | 自社     | 自社     |          |     |              |                                                      |
| 岡安証券株式会社                                                           | 証券会社         | 自社     | －       | －       |          |     |              |                                                      |
| 木村証券株式会社                                                           | 証券会社         | 自社     | 自社     | 自社     |          |     |              |                                                      |
| 株式会社京都銀行                                                           | 銀行             | －       | 自社     | －       |          |     |              |                                                      |
| 共和証券株式会社                                                           | 証券会社         | －       | 自社     | 自社     |          |     |              |                                                      |
| 極東証券株式会社                                                           | 証券会社         | 自社     | 自社     | 自社     |          |     |              |                                                      |
| クレディ・アグリコル証券会社                                               | 外国証券会社     | 自社     | 自社     | －       | 自社     |     |              |                                                      |
| クレディ・アグリコル・コーポレート・アンド・インベストメント・バンク       | 外国銀行         |          |          |          |          |     | 〇           |                                                      |
| クレディ・スイス証券株式会社                                               | 証券会社         |          |          |          |          |     | 〇           |                                                      |
| 株式会社群馬銀行                                                           | 銀行             | －       | 自社     | －       |          |     |              |                                                      |
| 光世証券株式会社                                                           | 証券会社         | 自社     | 自社     | 自社     |          |     |              |                                                      |
| ゴールドマン・サックス証券株式会社                                         | 証券会社         | 自社     | 自社     | 自社     | 自社     | 〇  | 〇           |                                                      |
| ザ・ホンコン・アンド・シャンハイ・バンキング・コーポレイション・リミテッド | 外国銀行         | 他社     | －       | －       |          |     | 〇           |                                                      |
| 三晃証券株式会社                                                           | 証券会社         | 自社     | 自社     | 自社     |          |     |              |                                                      |
| GMOクリック証券株式会社                                                    | 証券会社         | 自社     | －       | 自社     |          |     |              |                                                      |
| JIA証券株式会社                                                            | 証券会社         | 自社     | －       | 自社     |          |     |              |                                                      |
| Jトラストグローバル証券株式会社                                            | 証券会社         | 自社     | 自社     | 自社     |          |     |              |                                                      |
| JPモルガン証券株式会社                                                     | 証券会社         | 自社     | 自社     | 自社     | 自社     |     | 〇           |                                                      |
| 株式会社静岡銀行                                                           | 銀行             | －       | 自社     | －       |          |     |              |                                                      |
| 株式会社七十七銀行                                                         | 銀行             | －       | 自社     | －       |          |     |              |                                                      |
| シティグループ証券株式会社                                                 | 証券会社         | －       | 他社     | 他社     | 自社     | 〇  | 〇           | ●                                                    |
| シティバンク、エヌ・エイ 東京支店                                          | 銀行             | 他社     | －       | －       |          |     |              |                                                      |
| 株式会社証券ジャパン                                                       | 証券会社         | 自社     | 自社     | 自社     |          |     |              |                                                      |
| 株式会社商工組合中央金庫                                                   | 商工組合中央金庫 | －       | 自社     | －       |          |     |              |                                                      |
| 株式会社常陽銀行                                                           | 銀行             | －       | 自社     | －       |          |     |              |                                                      |
| しんきん証券株式会社                                                       | 証券会社         | 自社     | 自社     | －       | 自社     |     |              |                                                      |
| 信金中央金庫                                                               | 協同組織金融機関 | －       | 自社     | －       | 自社     |     | 〇           |                                                      |
| セントラル短資株式会社                                                     | 短資会社         |          |          |          | 自社     |     |              |                                                      |
| セントラル東短証券株式会社                                                 | 証券会社         |          |          |          | 自社     |     |              |                                                      |
| ソシエテ・ジェネラル（ソシエテ・ジェネラル銀行）                           | 外国銀行         |          |          |          |          |     | 〇           |                                                      |
| ソシエテ・ジェネラル証券株式会社                                           | 証券会社         | 自社     | 自社     | 自社     | 自社     |     |              |                                                      |
| 株式会社だいこう証券ビジネス                                               | 証券会社         | 他社     | 他社     | 他社     |          |     |              |                                                      |
| 大和証券株式会社                                                           | 証券会社         | 自社     | 自社     | 自社     | 自社     | 〇  | 〇           |                                                      |
| 立花証券株式会社                                                           | 証券会社         | 自社     | 自社     | 自社     |          |     |              |                                                      |
| 株式会社千葉銀行                                                           | 銀行             | －       | 自社     | －       |          |     |              |                                                      |
| ちばぎん証券株式会社                                                       | 証券会社         | 自社     | 自社     | 自社     |          |     |              |                                                      |
| 株式会社中国銀行                                                           | 銀行             | －       | 自社     | －       |          |     |              |                                                      |
| ドイチェ・バンク・アクチエンゲゼルシヤフト（ドイツ銀行）                   | 外国銀行         |          |          |          |          | 〇  | 〇           |                                                      |
| ドイツ証券株式会社                                                         | 証券会社         | 自社     | 自社     | 自社     | 自社     |     |              |                                                      |
| 東海東京証券株式会社                                                       | 証券会社         | 自社     | 自社     | 自社     | 自社     |     |              |                                                      |
| 東京短資株式会社                                                           | 短資会社         |          |          |          | 自社     |     |              |                                                      |
| 東洋証券株式会社                                                           | 証券会社         | 自社     | 自社     | 自社     |          |     |              |                                                      |
| 内藤証券株式会社                                                           | 証券会社         | 自社     | 自社     | 自社     |          |     |              |                                                      |
| 長野證券株式会社                                                           | 証券会社         | 自社     | 自社     | 自社     |          |     |              |                                                      |
| 中原証券株式会社                                                           | 証券会社         | 自社     | 自社     | 自社     |          |     |              |                                                      |
| ナティクシス日本証券株式会社                                               | 証券会社         | 自社     | 自社     | 自社     | 自社     |     |              |                                                      |
| 株式会社西日本シティ銀行                                                   | 銀行             | －       | 自社     | －       |          |     |              |                                                      |
| 西村証券株式会社                                                           | 証券会社         | 自社     | －       | －       |          |     |              |                                                      |
| 日産証券株式会社                                                           | 証券会社         | 自社     | 自社     | 自社     |          |     |              |                                                      |
| 株式会社日本カストディ銀行                                                 | 銀行             |          |          |          | 自社     |     |              |                                                      |
| 日本証券金融株式会社                                                       | 証券金融会社     | 自社     | －       | －       | 自社     |     |              |                                                      |
| 日本生命保険相互会社                                                       | 生命保険会社     |          |          |          |          |     | 〇           |                                                      |
| 日本相互証券株式会社                                                       | 証券会社         |          |          |          | 自社     |     |              |                                                      |
| 日本マスタートラスト信託銀行株式会社                                       | 銀行             |          |          |          | 自社     |     |              |                                                      |
| ニュース証券株式会社                                                       | 証券会社         | 自社     | －       | －       |          |     |              |                                                      |
| 農林中央金庫                                                               | 協同組織金融機関 |          |          |          | 自社     |     | 〇           |                                                      |
| 野村證券株式会社                                                           | 証券会社         | 自社     | 自社     | 自社     | 自社     | 〇  | 〇           | ●                                                    |
| 野村信託銀行株式会社                                                       | 銀行             |          |          |          | 自社     |     |              |                                                      |
| バークレイズ証券株式会社                                                   | 証券会社         | 自社     | 自社     | 自社     | 自社     |     |              |                                                      |
| バークレイズ・バンク・ピーエルシー（バークレイズ銀行）                     | 外国銀行         |          |          |          |          | 〇  | 〇           | ●                                                    |
| 八十二証券株式会社                                                         | 証券会社         | 自社     | －       | －       |          |     |              |                                                      |
| ばんせい証券株式会社                                                       | 証券会社         | －       | －       | 自社     |          |     |              |                                                      |
| ビー・エヌ・ピー・パリバ（ビー・エヌ・ピー・パリバ銀行）                   | 外国銀行         |          |          |          |          | 〇  | 〇           |                                                      |
| BNPパリバ証券株式会社                                                      | 証券会社         | 自社     | 自社     | 自社     | 自社     |     |              |                                                      |
| BofA証券株式会社                                                           | 証券会社         | 他社     | 他社     | 他社     | 自社     | 〇  | 〇           |                                                      |
| 光証券株式会社                                                             | 証券会社         | 自社     | －       | －       |          |     |              |                                                      |
| 広田証券株式会社                                                           | 証券会社         | 自社     | 自社     | 自社     |          |     |              |                                                      |
| フィリップ証券株式会社                                                     | 証券会社         | 自社     | 自社     | 自社     |          |     |              |                                                      |
| 株式会社福岡銀行                                                           | 銀行             | －       | 自社     | －       |          |     |              |                                                      |
| 松井証券株式会社                                                           | 証券会社         | 自社     | 自社     | 自社     |          |     |              |                                                      |
| マッコーリーキャピタル証券会社                                             | 外国証券会社     | 自社     | －       | －       |          |     |              |                                                      |
| マネックス証券株式会社                                                     | 証券会社         | 自社     | －       | 自社     |          |     |              |                                                      |
| 丸国証券株式会社                                                           | 証券会社         | 自社     | －       | －       |          |     |              |                                                      |
| 丸三証券株式会社                                                           | 証券会社         | 自社     | 自社     | 自社     |          |     |              |                                                      |
| 丸八証券株式会社                                                           | 証券会社         | 自社     | －       | －       |          |     |              |                                                      |
| 三木証券株式会社                                                           | 証券会社         | 自社     | 自社     | 自社     |          |     |              |                                                      |
| 株式会社みずほ銀行                                                         | 銀行             | －       | 自社     | －       | 自社     |     | 〇           | ●                                                    |
| みずほ証券株式会社                                                         | 証券会社         | 自社     | 自社     | 自社     | 自社     | 〇  |              |                                                      |
| 三田証券株式会社                                                           | 証券会社         | 自社     | －       | 自社     |          |     |              |                                                      |
| 株式会社三井住友銀行                                                       | 銀行             | －       | 自社     | －       | 自社     |     | 〇           |                                                      |
| 三井住友信託銀行株式会社                                                   | 銀行             | －       | 自社     | －       | 自社     |     | 〇           | ●                                                    |
| 株式会社三菱UFJ銀行                                                        | 銀行             | －       | 自社     | －       | 自社     |     | 〇           |                                                      |
| 三菱UFJ信託銀行株式会社                                                    | 銀行             |          |          |          | 自社     |     |              |                                                      |
| 三菱UFJ eスマート証券株式会社                                              | 証券会社         | －       | －       | 自社     |          |     |              |                                                      |
| 三菱UFJモルガン・スタンレー証券株式会社                                    | 証券会社         | 自社     | 自社     | 自社     | 自社     | 〇  | 〇           |                                                      |
| 水戸証券株式会社                                                           | 証券会社         | 自社     | 自社     | 自社     |          |     |              |                                                      |
| moomoo証券株式会社                                                         | 証券会社         | 自社     | －       | 自社     |          |     |              |                                                      |
| むさし証券株式会社                                                         | 証券会社         | 自社     | 自社     | 自社     |          |     |              |                                                      |
| モルガン・スタンレーMUFG証券株式会社                                       | 証券会社         | 自社     | 自社     | 自社     | 自社     |     | 〇           | ●                                                    |
| 山二証券株式会社                                                           | 証券会社         | 自社     | －       | －       |          |     |              |                                                      |
| 山和証券株式会社                                                           | 証券会社         | －       | 自社     | 自社     |          |     |              |                                                      |
| 株式会社ゆうちょ銀行                                                       | 銀行             |          |          |          | 自社     |     |              |                                                      |
| ユービーエス・エイ・ジー（銀行）                                           | 外国銀行         |          |          |          |          |     | 〇           |                                                      |
| UBS証券株式会社                                                            | 証券会社         | －       | 自社     | 自社     | 自社     |     |              |                                                      |
| 豊証券株式会社                                                             | 証券会社         | 自社     | 自社     | 自社     |          |     |              |                                                      |
| 豊トラスティ証券株式会社                                                   | 証券会社         | －       | －       | 自社     |          |     |              |                                                      |
| 株式会社横浜銀行                                                           | 銀行             | －       | 自社     | －       |          |     |              |                                                      |
| 楽天証券株式会社                                                           | 証券会社         | 自社     | 自社     | 自社     |          |     |              |                                                      |
| リーディング証券株式会社                                                   | 証券会社         | 自社     | －       | －       |          |     |              |                                                      |
| 株式会社りそな銀行                                                         | 銀行             | －       | 自社     | －       |          |     | 〇           |                                                      |
| リテラ・クレア証券株式会社                                                 | 証券会社         | 自社     | －       | －       |          |     |              |                                                      |